# Corporación América
Corporación América es un holding multinacional argentino con presencia en países de Latinoamérica y Europa. Sus empresas participan en industrias como la operación aeroportuaria, la producción y transporte de energía, minería, agroindustria, producción de vinos, infraestructura,servicios bancarios e inversión en activos inmobiliarios.

## Historia
Fundado por Eduardo Eurnekian, el origen del grupo se remonta a la industria textil. Los padres de Eurnekian habían establecido una fábrica textil que colapsó en 1981 por la severa crisis económica nacional.
En 1982, el grupo entra al sector de las comunicaciones, con la compra de Cablevisión S.A., señal de Canal 5 La Lucila, por entonces un proveedor de televisión por cable. En 1986 adquirió el periódico El Cronista Comercial (actual El Cronista). En 1988 expande su conglomerado mediático comprando negocios radiofónicos, entre ellos Radio América y FM Aspen 102.3 En 1990 compró la emisora de televisión Canal 2 que bautizó con el nombre de la radio propietaria América Te Ve lanzado el 15 de abril de 1991. En 1991 compra la radio deportiva FM Sport, en la frecuencia 98.3 que actualmente emite Mega. En 1994 vende el 51% de participación en acciones de Cablevisión a Tele-Communications Inc.por US$350 millones, y en 1997 vende el resto de la participación por US$320 millones a CEI Citicorp Holdings S.A. En ese mismo año, compra el multimedio Del Plata y Estación 95, en el dial del 95.1, actual Metro. En 2000 vende el canal América Te Ve al empresario paraguayo Carlos Ávila con el 80% del paquete accionario.
En los 90s, el holding adquirió las concesiones viales de las rutas 4 y 8 argentinas.
En la industria vitivinícola, la historia del grupo empieza en Armenia con la Bodega Karas. Desde allí el holding decidió invertir en la Argentina, creando en 2002, Bodega del Fin del Mundo, ubicada en localidad de San Patricio del Chañar en la provincia de Neuquén. En 2008 funda Unitec Bio, empresa dedicada a la actividad agropecuaria y a la producción de biocombustibles.
En el sector de infraestructura, el grupo cuenta con la empresa Helport, la cual realizó diversas obras públicas en Argentina, ganando licitaciones de proyectos. A partir de 2019, la empresa cambió su modelo de negocios, dedicándose a ser socio de grandes concesiones. El motivo del cambio se debió a la involucración en la causa de los cuadernos, en donde se acusó a directivos de Helport de pagar coimas en contratos de obra pública y arreglar licitaciones.
El grupo participa en el sector de real estate, a través de Corporación América Real Estate y Tango Cjsc. La empresa Tango Cjsc, desarrolla sus proyectos en Armenia. En 2012 compró el histórico edificio, sede del Ministerio de Relaciones Exteriores de Armenia, por 50 millones de dólares, el cual se ha mantenido intacto desde entonces, habiendo rumores de que se planea modificarlo para que se convierta en un hotel.
En 2012 el grupo incursionó en la minería a través de la compra de la empresa mexicana Mexport por 200 millones de dólares. La empresa era la poseedora de la concesión de la propiedad minera Jagüelito en la provincia de San Juan. En 2024, a través de una alianza, adquirió el 80% del proyecto Ivana, ubicado en la provincia Río Negro, el cual consiste en un proyecto para obtener uranio localmente.
En el año 2013, el grupo adquiere el paquete mayoritario de acciones de Compañía General de Combustibles (CGC). Dos años después, CGC compra activos de Petrobras en la provincia de Santa Cruz. En 2021 adquiere la empresa Sinopec Argentina Exploration and Production. 
En 2013, fundó Unitec Blue, una empresa dedicada a la producción de tarjetas de débito y crédito, tarjetas inteligentes, documentos de identidad y documentos gubernamentales. Esta empresa ganó licitaciones públicas para producir tarjetas SUBE y documentos nacionales de identidad.
En el sector aeroportuario, en 1998 el grupo ganó la concesión para la operación de 33 aeropuertos del que forman parte de sistema nacional argentino con su empresa Aeropuertos Argentina 2000, más tarde renombrada Aeropuertos Argentina. Entre 2001 y 2008 gana la concesión de los aeropuertos de Neuquén y Bahía Blanca. En el plano internacional, desde 2002 que obtiene concesiones de aeropuertos, como en Uruguay, Brasil, Ecuador, Armenia e Italia. La mayoría de sus aeropuertos poseen duty-free shops, las cuales pertenecen al grupo, a través de las empresas Conamer y Shop Gallery. Desde 2018, su división aeroportuaria, Corporación América Airports (NYSE:CAAP) cotiza en la Bolsa de Nueva York.

## Empresas y concesiones

### Empresas
- Conamer (Retail a través de duty-free shops en sus aeropuertos)
- Shop Gallery (Retail a través de duty-free shops en sus aeropuertos)
- Converse Bank (Banco; Armenia)
- Bodega Karas (Viticultura; Armenia)
- Bodega Fin del Mundo (Viticultura; Argentina)
- Unitecbio (Agroindustria; Argentina)
- Compañía General de Combustibles (CGC) (Energía; Argentina)
- COAM Servicios Petroleros (Energía; Argentina)
- Mexplort (Minería; Argentina)
- Unitec Blue (Tecnología; Argentina)
- Unitec Semiconductores (Tecnología; Argentina)
- Helport (Construcción y mantenimiento de infraestructura; Argentina)
- Tango Cjsc (Real Estate; Armenia)
- Corporación América Real Estate (Real Estate; Argentina)

### Corporación América Airports (concesiones)
- Aeropuertos Argentina (35 aeropuertos, incluido Aeropuerto Internacional Ministro Pistarini y Aeroparque Jorge Newbery)
- Aeropuerto de Bahía Blanca (Aeropuerto Comandante Espora)
- Aeropuerto del Neuquén (Aeropuerto Internacional Presidente Perón)
- Aeropuerto de Brasilia (Aeropuerto Internacional Presidente Juscelino Kubitschek)
- Aeropuertos Uruguay (Aeropuerto Internacional de Punta del Este y Aeropuerto Internacional de Carrasco)
- Aeropuerto Ecológico de Galápagos (Aeropuerto Seymour)
- Aeropuerto de Guayaquil (Aeropuerto Internacional José Joaquín de Olmedo)
- Toscana Aeroporti (Aeropuerto de Pisa)
- Zvartnots (Aeropuerto Internacional de Zvartnots y Aeropuerto de Shirak)